# 마를리스 우르투
마를리스 우르투(프랑스어: Marlyse Hourtou, 1996년 7월 29일~)는 차드의 양궁 선수이다. 2020년 하계 올림픽에서 양궁 여자 개인에 출전하여 차드 역사상 최초로 올림픽에 출전한 양궁 선수로 기록되었다. 올림픽 개막전에서 대한민국의 안산 선수와의 경기에서 경기 도중 활이 부러져 탈락했다.
우르투는 2019년 모로코 라바트에서 열린 2019년 아프리칸 게임에서 리커브 종목에 출전했다. 세계 랭킹 339위로 출전했으며 여성 단체전과 혼성 단체전 두 종목에서 동메달을 획득했다.

## 같이 보기
- 이스라엘 마다예 - 차드 남자 양궁 선수